# Neolophonotus tanymedus
Neolophonotus tanymedus là một loài ruồi trong họ Asilidae. Neolophonotus tanymedus được Londt miêu tả năm 1986. Loài này phân bố ở vùng nhiệt đới châu Phi.